# Łukasz Siemion
Łukasz Siemion, né le 12 avril 1985 à Ełk, est un rameur polonais.

## Palmarès

### Championnats du monde d'aviron
- Médaille de bronze en huit barré poids léger aux Championnats du monde d'aviron 2006 à Eton
- Médaille de bronze en quatre sans barreur poids léger aux Championnats du monde d'aviron 2009 à Poznań

### Championnats d'Europe d'aviron
- 8e en quatre sans barreur poids léger aux Championnats d'Europe d'aviron 2008 à Athènes